# Арнтгольц Ольга Альбертівна
Ольга Альбертівна Арнтгольц (рос. О́льга Альбе́ртовна Арнтго́льц, *18 березня 1982, Калінінград ) — російська театральна та кіноакторка.

## Біографія
Народилася 18 березня 1982 р. в Калінінграді, в сім'ї акторів Калінінградського обласного драматичного театру: заслуженого артиста РРФСР Альберта Арнтгольца та акторки Валентини Галич. Навчалася в акторському класі калінінградського ліцею № 49 під керівництвом Б. І. Бейненсона. Разом зі своєю сестрою-близнючкою Тетяною закінчила Вище театральне училище імені М. С. Щепкіна.
Брала участь у телепроєкті Першого каналу — «Льодовиковий період: Глобальне потепління» у парі з Максимом Ставиським (замінила сестру Тетяну, яка через вагітність припинила участь в проєкті).

### Особисте життя
Влітку 2009 р. одружилася з Вахтангом Берідзе. Наприкінці вересня 2013 р. народила дочку Анну.

## Фільмографія
- 1999—2003 Прості істини — Маша Трофимова
- 2000 Чорна кімната — Зоя
- 2002 Троє проти всіх — Лена
- 2003 Отрута змії — ім'я персонажки не вказано
- 2003 Навіщо тобі алібі? — Анжеліка
- 2003 Троє проти всіх 2 — Лена
- 2004 Російське — Свєтка
- 2004 Не забувай — Ніна Сініцина
- 2005 Взяти Тарантину — Лера
- 2005 Весілля Барбі — Поліна Звонарьова
- 2006 Живий — медсестра Ольга
- 2006 Рекламна пауза — Лена
- 2006 Спекотний листопад — Віка
- 2007 Юнкера — Аня
- 2007 Глянець — Настя
- 2007 Слуга государів — маркіза Гретхен Фон Шомберг
- 2008 Материнський інстинкт — Ліза
- 2008 Приватник — Галя Соколова
- 2010 У лісах і на горах — Настасья Потапівна
- 2010 Сивий мерин — Катя
- 2010 Виходжу тебе шукати — Рита Висоцька
- 2011 Білі троянди надії — Євгенія Стрельцова
- 2012 Люба. Любов — Люба Караваєва
- 2012 Пандора — Настя Свірін
- 2012 Піраньї — Віка Логінова
- 2012 Виходжу тебе шукати 2 — Рита Висоцька
- 2012 Самара — Ольга Самаріна
- 2013 Бомба — Ольга
- 2013 Я поруч — Еля
- 2013 Гена Бетон — Маша
- 2014 Самара 2 — Ольга Самаріна
- 2015 Офіцерські дружини — Надія Антонова
- 2017 Обмін —Тетяна, дружина Федора
- 2017 Королева при виконанні — Дар'я Володимирівна Волкова, слідча, співробітниця поліції міста Твері / Вікторія Рудакова, модель, учасниця конкурсу краси "Тверська красуня"
- 2018 Перший раз прощається — Тетяна Волчкова, власниця швейної фабрики, дружина Гліба
- 2018-2020 Родинні зв'язки — Марія Ісаєва, господиня адвокатської контори
- 2020 Воскресенський — Лілія Каменська